# 赤松祐尚
赤松 祐尚（あかまつ  すけひさ、生年不詳 - 嘉吉元年9月（1441年10月））は、室町時代中期の武将、守護大名。
赤松義則の次男。赤松満祐の弟。子に則尚。

## 略歴
赤松義則の子として生まれる。
応永35年（1428年）1月、室町幕府の第4代将軍・足利義持が死去して、義持の4人の弟の中から籤引きで、選ぶことになった。
籤引きで決まったのは足利義教であった。
正長2年（1429年）に足利義教が6代将軍に就任した。
兄・満祐と義教は当初良好な関係であったが、義教が守護大名の粛清に圧力をかけたり、弟・義雅の所領を没収して甥の赤松貞村に与えたため、満祐も不満を抱いた。
嘉吉元年（1441年）6月24日、満祐が結城合戦の戦勝お祝いをして、義教や守護大名らを自宅に招き、宴会を開いた。
宴会の最中、障子が勢いよく開かれ、赤松随一の武士・安積行秀が義教の首を跳ねた。
嘉吉の乱後、満祐と教康は討手を差し向けられることはなく、播磨に帰国した。
9月、山名宗全が挙兵して、赤松満祐を自害に追い込んだ。祐尚や、弟・義雅、竜門寺直操、一族ともに自害して果てた。
息子の則尚や、甥・赤松満政は、祐尚の死後も山名宗全に挙兵するが、討伐された。